# Kolonia Giżyce
Kolonia Giżyce (prononciation : [kɔˈlɔɲa ɡiˈʐɨt͡sɛ]) est un village polonais de la gmina de Michów dans le powiat de Lubartów de la voïvodie de Lublin dans l'est de la Pologne.
Il se situe à environ 8 kilomètres au sud-est de Michów (siège de la gmina), 21 kilomètres au nord-ouest de Lubartów (siège du powiat) et 40 kilomètres au nord de Lublin (capitale de la voïvodie).

## Histoire
De 1975 à 1998, le village est attaché administrativement à l'ancienne Voïvodie de Lublin.

Depuis 1999, il fait partie de la nouvelle voïvodie de Lublin.